# فیلیپ استارک
فیلیپ استارک (به انگلیسی: Philippe Starck) (متولد ۱۸ ژانویه ۱۹۴۹) یک معمار و طراح صنعتی فرانسوی است که به دلیل طیف گسترده‌ای از طراحی‌های خود، از جمله طراحی داخلی، معماری و مبلمان خانگی، قایق‌ها یا وسایل نقلیه دیگر مشهور است.

## زندگی
استارک در ۱۸ ژانویه ۱۹۴۹ در پاریس متولد شد. او پسر آندره استارک است که مهندس هوانوردی بود. او می‌گوید از پدرش که مهندس بود الهام گرفته. پدرش از اختراع به عنوان «وظیفه» یاد می‌کرد. خانواده وی اصالتاً اهل منطقه آلزاس بودند و در آنجا زندگی می‌کردند، قبل از اینکه پدربزرگش به پاریس نقل مکان کند. وی در مدرسه عالی کاموندو در پاریس تحصیل کرد.
او خیلی زود برای رویکرد هوشمندانه‌ای که به هنر تزیینی پیشینیان فرانسوی اش داشت، آثارش ستایش شدند.
در آغاز دهه ۱۹۸۰، طراحی قهوه کاست‌ها در خانه بیگناهان در پاریس، به او آوازه ای داد که هنوز هم ادامه دارد.
این استاد مفهوم گرا، امروزه یکی از ستارگان طراحی صنعتی است که از کارهای کمتر شناخته شده‌ای همچون مسواک برای فلوکاریل گرفته تا طراحی تلوزیونی برای تامسون را در کارنامه خود دارد. آرمان او «طراحی همه چیز» است.

## حرفه
از رستوران‌ها گرفته تا هتل‌ها، مبلمان و ماژول‌های فضایی. استارک بیش از ۱۰۰۰۰ طرح کار کرده‌است. هنگام کار در آدیداس، استارک اولین شرکت طراحی صنعتی خود را با نام استارک پروداکت تأسیس کرد.

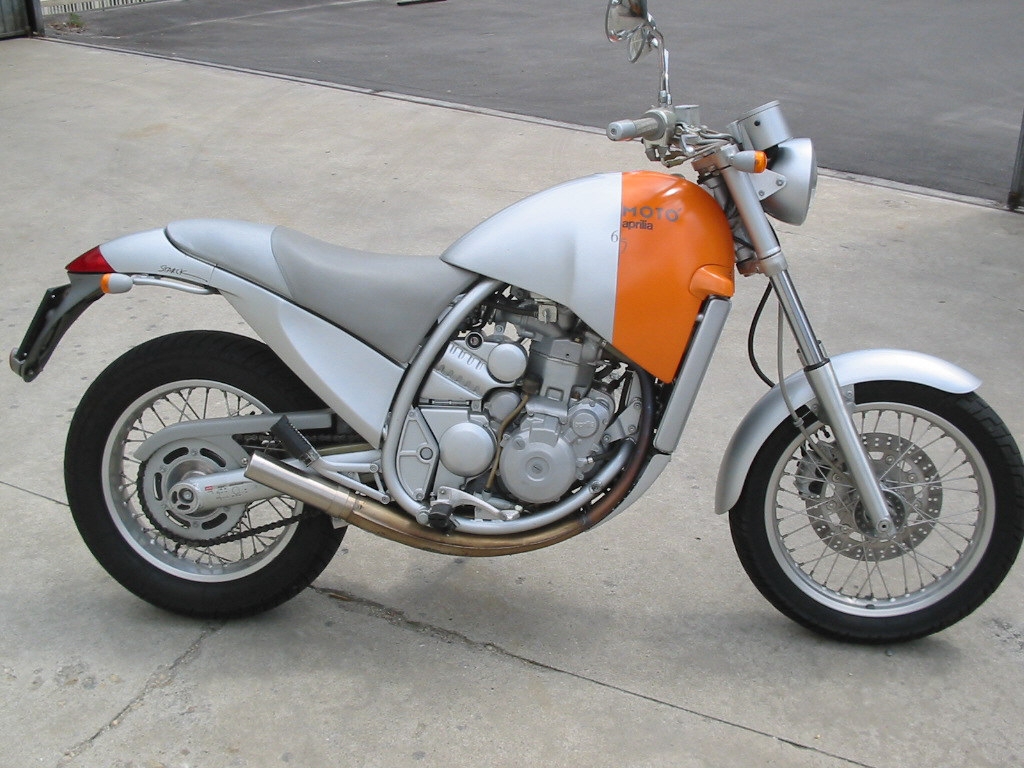
Aprilia Moto 6.5

در سال ۱۹۸۳، فرانسوا میتران، رئیس‌جمهور وقت فرانسه، به توصیه وزیر فرهنگ خود، جک لنگ، استارک را برای نوسازی آپارتمانهای شخصی رئیس‌جمهور در الیزه انتخاب کرد. سال بعد او Café Costes را طراحی کرد.
تولیدات استارک شامل مبلمان، دکوراسیون، معماری، مبلمان خیابان، صنعت (توربین بادی، غرفه‌های عکس)، لوازم حمام، آشپزخانه، کف و دیوار پوش، نورپردازی، لوازم خانگی، تجهیزات اداری مانند منگنه، ظروف، ظروف غذاخوری، لباس، لوازم جانبی، اسباب بازی‌ها، ظروف شیشه ای، طراحی و نشر گرافیک، مواد غذایی و وسایل نقلیه برای زمین، دریا، هوا و فضا می‌شد.
او همچنین صاحب برند عطریات استارک با بازتولید دیداری و بر مبنای حس بویایی از مفهوم عشق است.

### طراحی صنعتی
سبک استارک را می‌توان در بازآفرینی نمونه‌های شادی آور آثار گذشته دانست؛ ولی با اندیشه نوگرا او و استفاده از مواد امروزی. فیلیپ استارک هر چند فعالیت حرفه ای اش را با تأسیس شرکت طراحی خودش در سال ۱۹۶۸ و طراحی چند محصول ارزان قیمت برای فروشگاه‌های زنجیره ای Target شروع کرد، اما در واقع در سال ۱۹۸۲ شناخته شد. همان سالی که فرانسوا میتران، رئیس‌جمهور وقت فرانسه، از او دعوت کرد تا دکوراسیون داخلی آپارتمان‌های خصوصی کاخ ریاست جمهوری الیزه را بازطراحی کند. ازهمان سال تا امروز محصولات زیادی طراحی کرده که همه‌شان به نوعی در دنیای طراحی درخشان بوده‌اند. از ماوس مشهور مایکروسافت تا برج مراقبت فرودگاه بوردو. امروز مشغول طراحی یک پایگاه فضایی برای Virgin Galactic است.
فیلیپ استارک به خوبی ثابت کرده که توانایی و خلاقیت یک طراح با استعداد هرگز نمی‌تواند در یک شاخه و زمینه خاص محدود شود. طرح‌هایش بسیار ساده و طنزآمیز و ارگانیک هستند و محصولاتش قابل خرید برای طبقهٔ متوسط. او در چهار شهرِ لندن، پاریس، نیویورک و بورانو (در ایتالیا) زندگی می‌کند. یک Real Citizen of the World. خودش و کارهایش را می‌توانید همه جای دنیا ببینید.

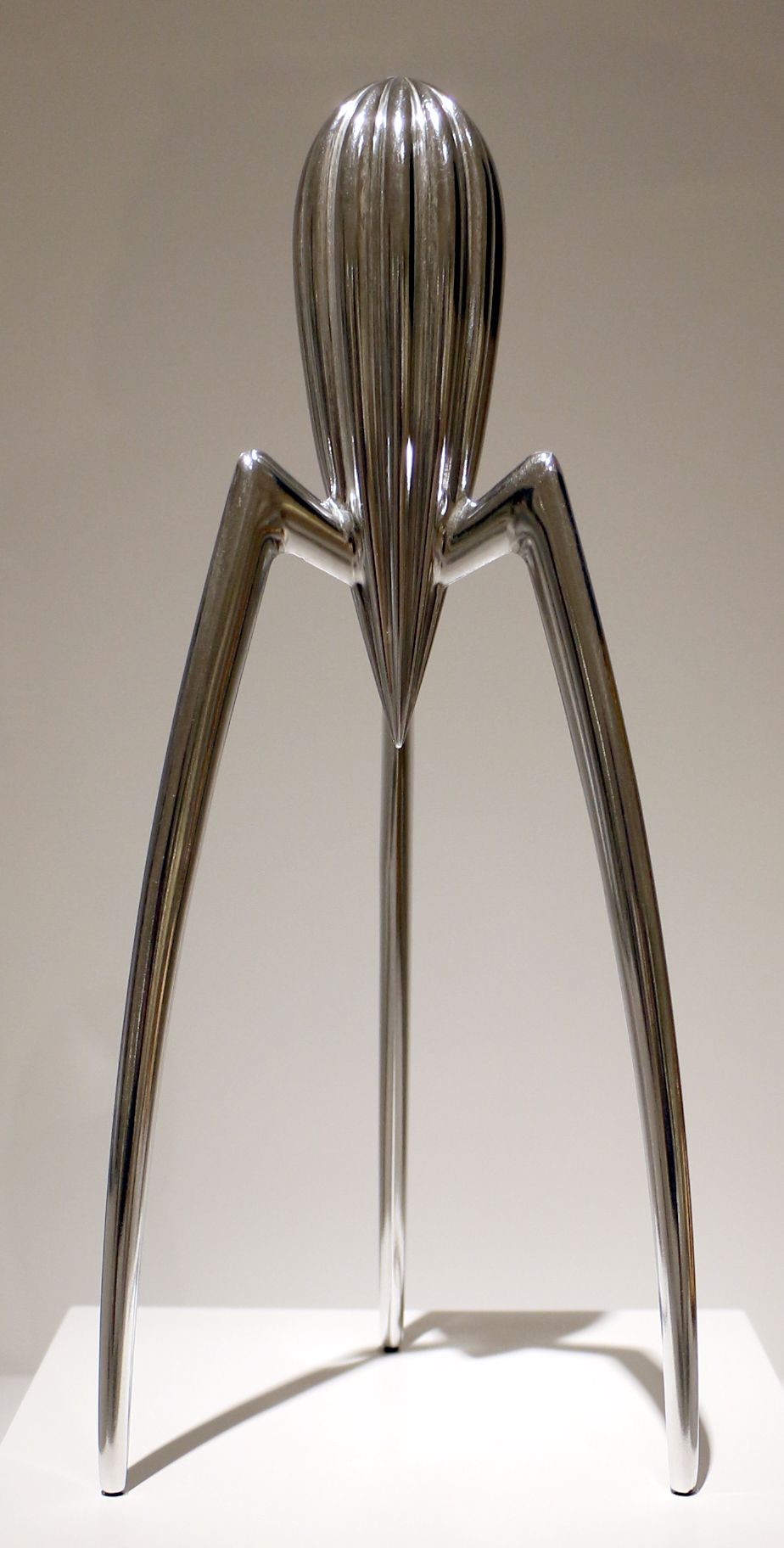
آبمیوه‌گیر جوسی سیلف، ۱۹۹۰

### معماری

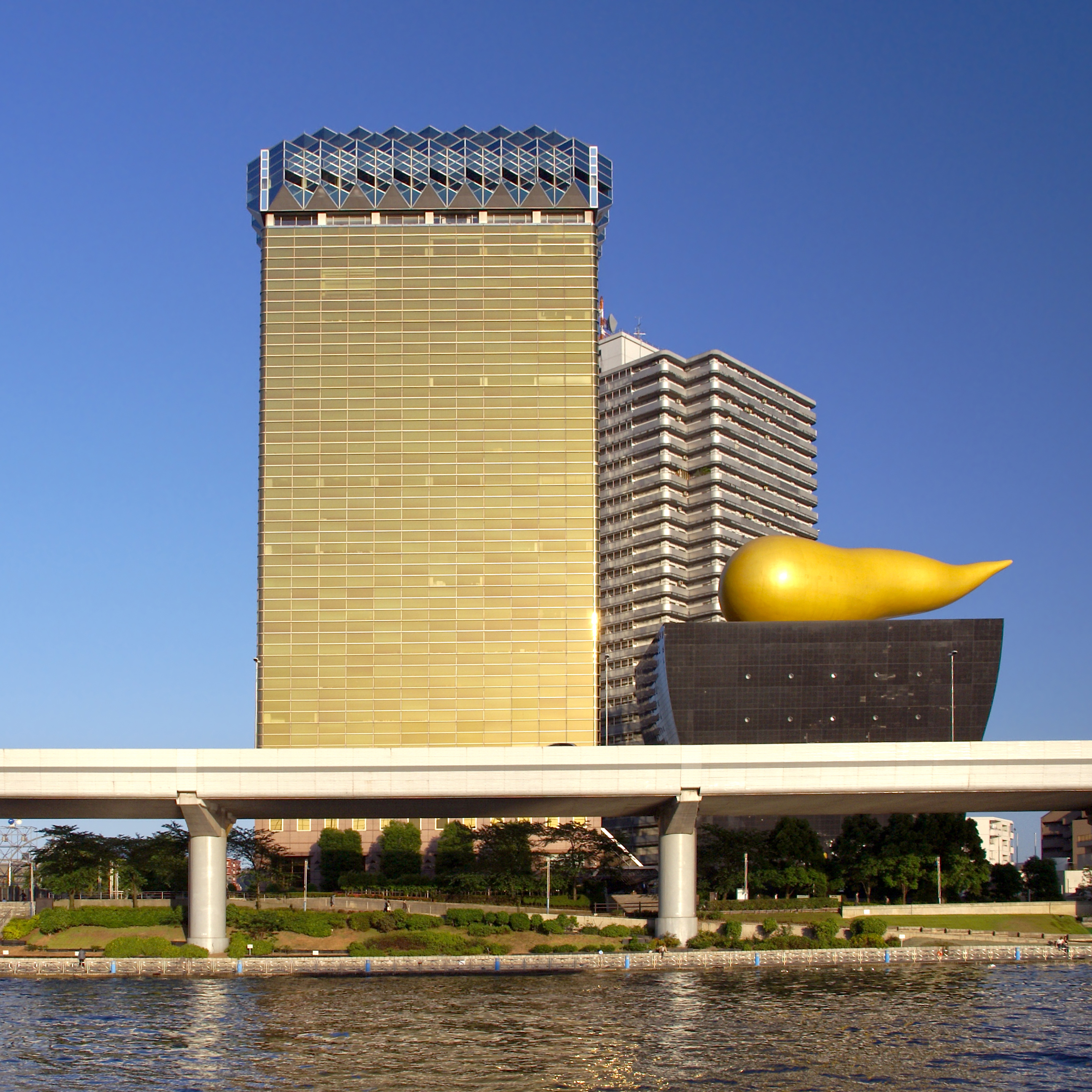
ستاد کارخانه‌های آبجو سازی Asahi

بناهایی که وی در ژاپن طراحی کرد، از سال ۱۹۸۹ شروع به کار کرد، مغایر با اشکال سنتی بود. اولی، نانی نانی، در توکیو، به عنوان یک سوله زیست شکل توصیف شد. یک سال بعد او سالن آبجو آساهی در توکیو را طراحی کرد، ساختمانی که شعله طلایی در آن قرار داشت. در سال ۱۹۹۲ مجتمع اداری Le Baron Vert در اوزاکا را ساخت.
در سال ۱۹۹۱، استارک یکی از غرفه‌های موزه جدید گرونینگر را طراحی کرد.
از اواخر دهه ۱۹۸۰، استارک چندین هتل در کشورهای مختلف طراحی کرده‌است، این هتل‌ها شامل هتل رویالتون (۱۹۸۸) و هتل پارامونت (۱۹۹۰) در شهر نیویورک، دلانو در میامی، هتل هادسون است.  و هتل موندریان در هالیوود غربی، ساندرسون  خیابان مارتین در لندن،  بازسازی‌های لو موریس در سال ۲۰۱۶، رویال مونکیو (2010) و همچنین اخیراً هتل برچ (2018) و هتل ۹ کانفیدنتال (۲۰۱۸)، در پاریس.
استارک چندین رستوران طراحی کرده‌است، از جمله در سالهای اولیه، کافه کافه (۱۹۸۴) در پاریس، مانین (۱۹۸۵) در توکیو، تئاترون (۱۹۸۵) در مکزیکوسیتی، تئاتریز (۱۹۹۰) در مادرید
الهوندیگا، یک مکان فرهنگی و تفریحی ۴۳۰۰۰ متر مربعی در بیلبائو که توسط استارک طراحی شده‌است، در سال ۲۰۱۰ افتتاح شد.
استارک همچنین خانه‌های پث (از قبل ساخته شده) را با قیمت مناسب و قابل تنظیم را طراحی کرده‌است.
استارک توسط هیلتون ورلدواید برای ایجاد یک هتل کاملاً جدید در متس، فرانسه سفارش داده شد. میسون هلدر یک ساختمان فانتاسماگوریک است که در بالای آن یک خانه سنتی آلزایی، یک نماد شعری از منطقه قرار دارد که باید در سال ۲۰۲۱ افتتاح شود.

### قایق بادبانی
در سال ۲۰۰۴ استارک موتور قایق بادبانی A و سپس در سال 2012 A (قایقرانی قایقرانی) - یکی از بزرگ‌ترین قایق‌های بادبانی جهان را طراحی کرد.

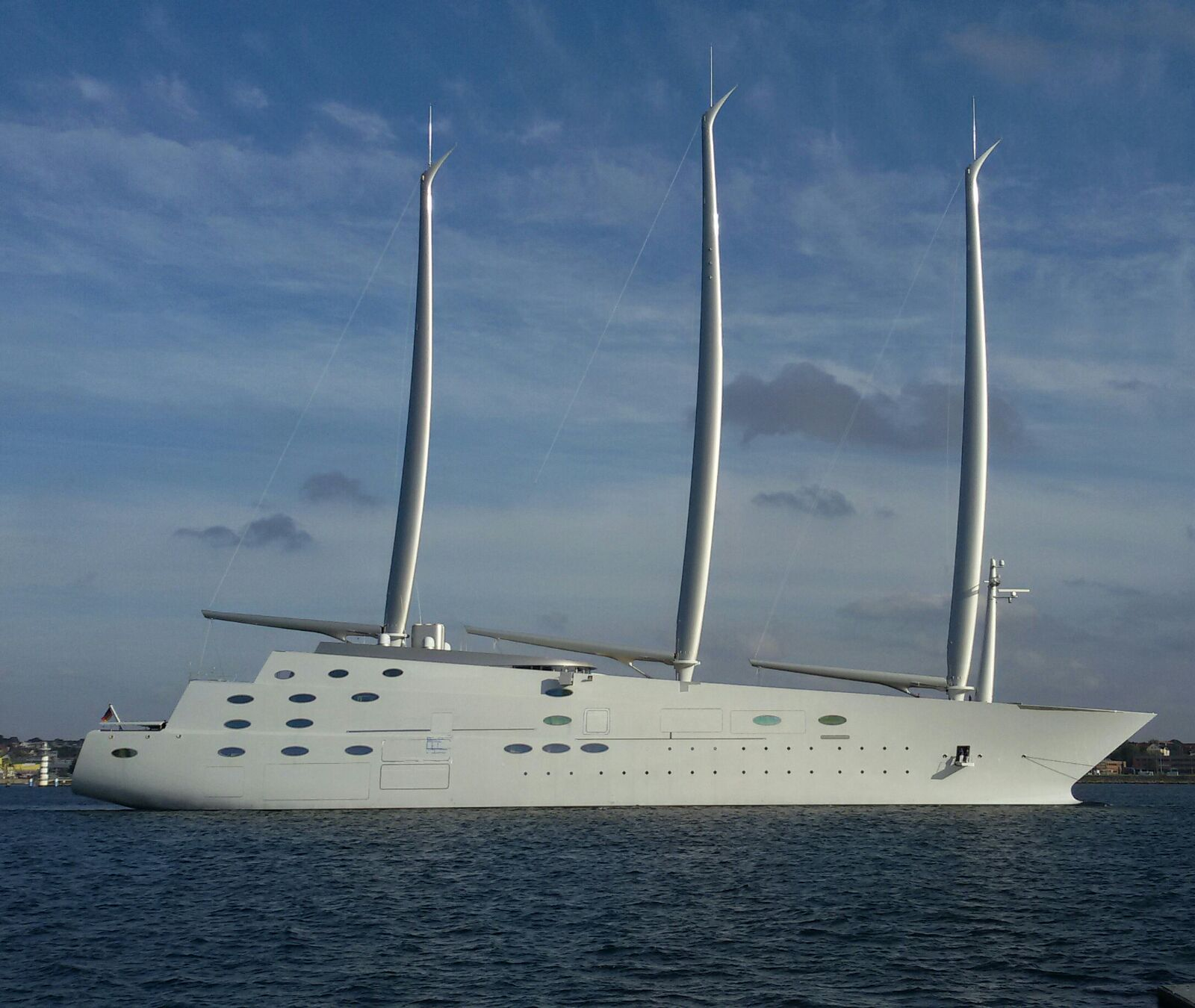
A (قایق بادبانی قایقرانی).

استارک زیرساخت‌های بندر بندر آدریانو در خلیج جنوب غربی پالما دو مایورکا، مایورکا را طراحی کرد. در آوریل ۲۰۱۲ افتتاح شد.
در سال ۲۰۰۸ وی قایق بادبانی ونوس استیو جابز را طراحی کرد که در اکتبر ۲۰۱۲، درست بیش از یک سال از مرگ بنیانگذار اپل راه اندازی شد. این قایق بادبانی در آلسمیر هلند ساخته شده‌است.

### مجموعه‌ها
کارهای استارک در مجموعه موزه‌های اروپا و آمریکا، از جمله موزه ملی هنر مدرن (که او چندین قطعه، به ویژه نمونه‌های اولیه را به آن اهدا کرده‌است)، موزه هنرهای تزئینی پاریس، MOMA دیده می‌شود. و موزه بروکلین در شهر نیویورک، موزه طراحی ویترا در بازل و موزه طراحی در لندن. بیش از ۶۶۰ طرح وی در سال ۲۰۱۱ در مجموعه‌های عمومی فرانسه ثبت شد.

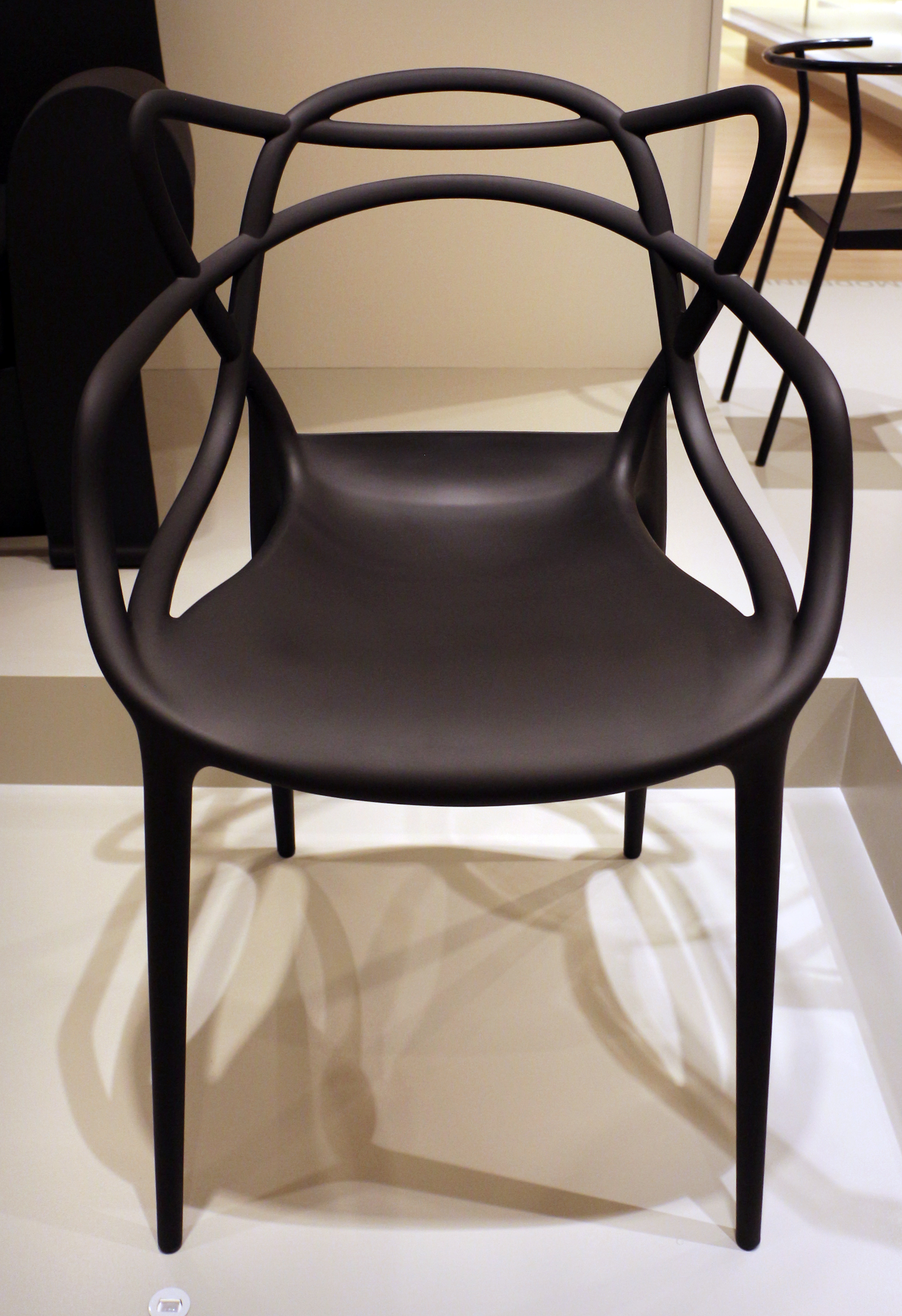
صندلی استادان ، ادای احترام به استادان ، آرن جاکوبسن ، چارلز ایمز ، ایرو ساارینن ، کارتل ، موزه هنر ایندیاناپولیس .
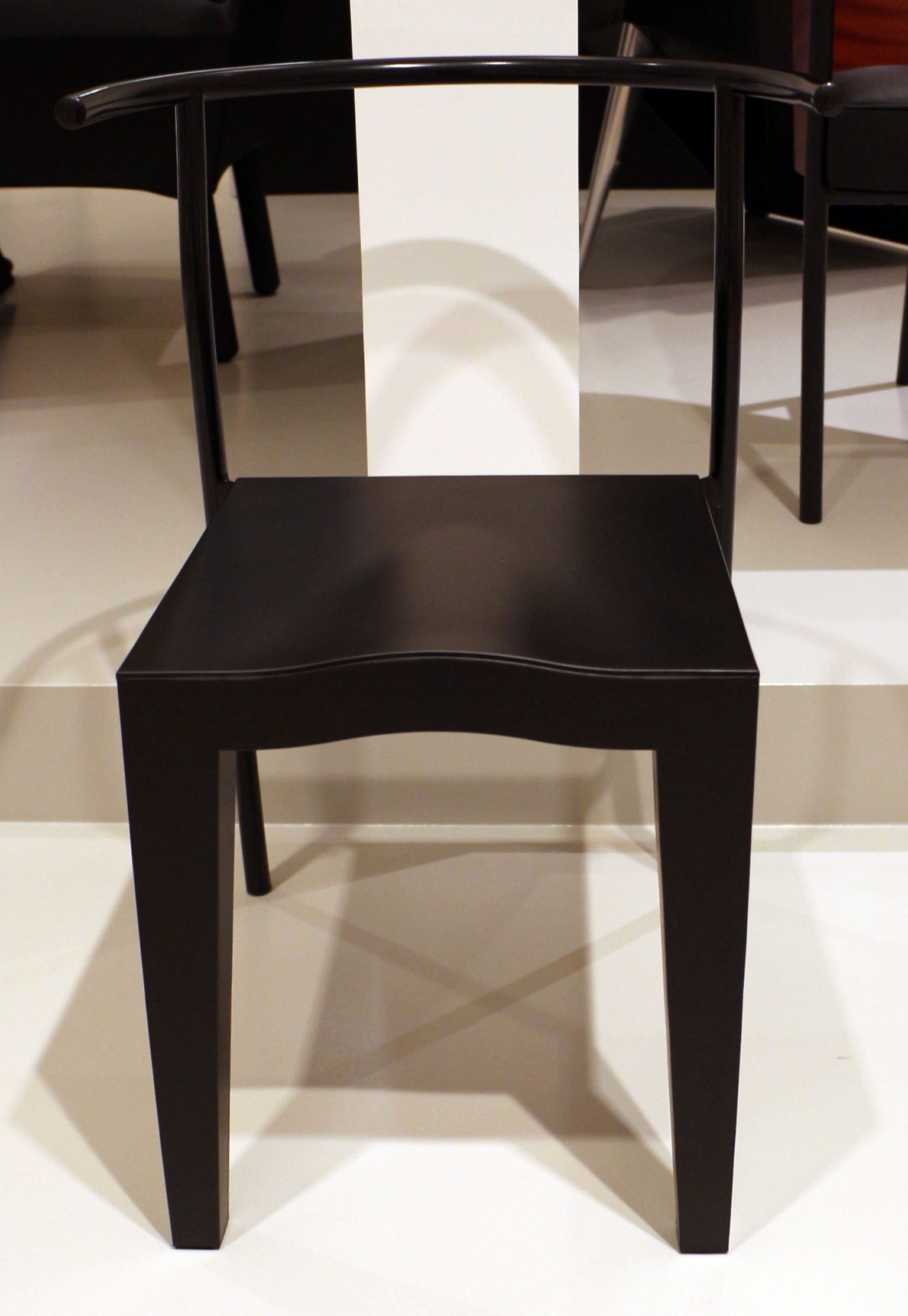
صندلی دکتر گلوب ، موزه هنر کارتل ایندیاناپولیس.
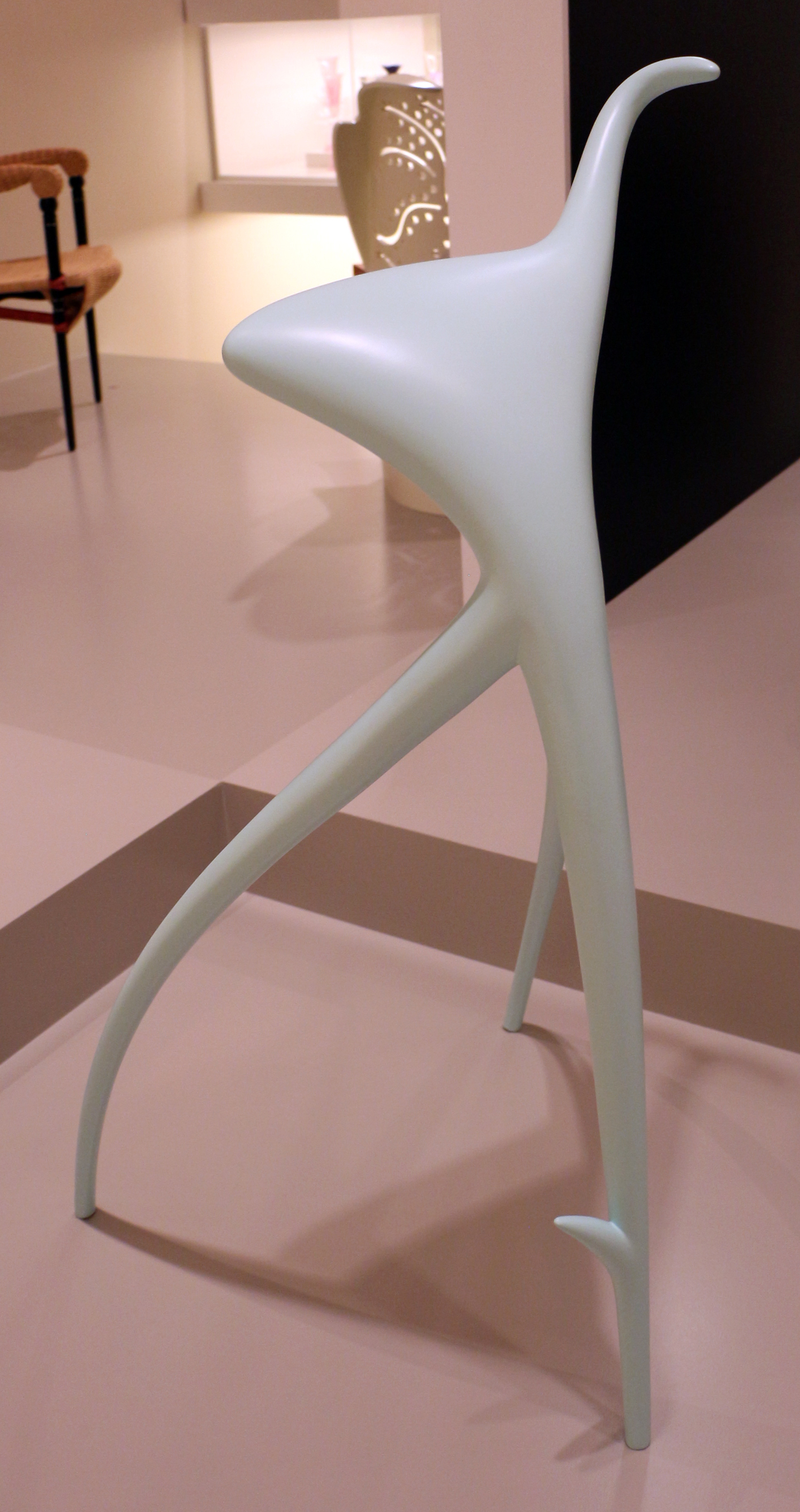
Tabouret WW ، ۱۹۹۰ ، ویترا ، موزه هنر ایندیاناپولیس.
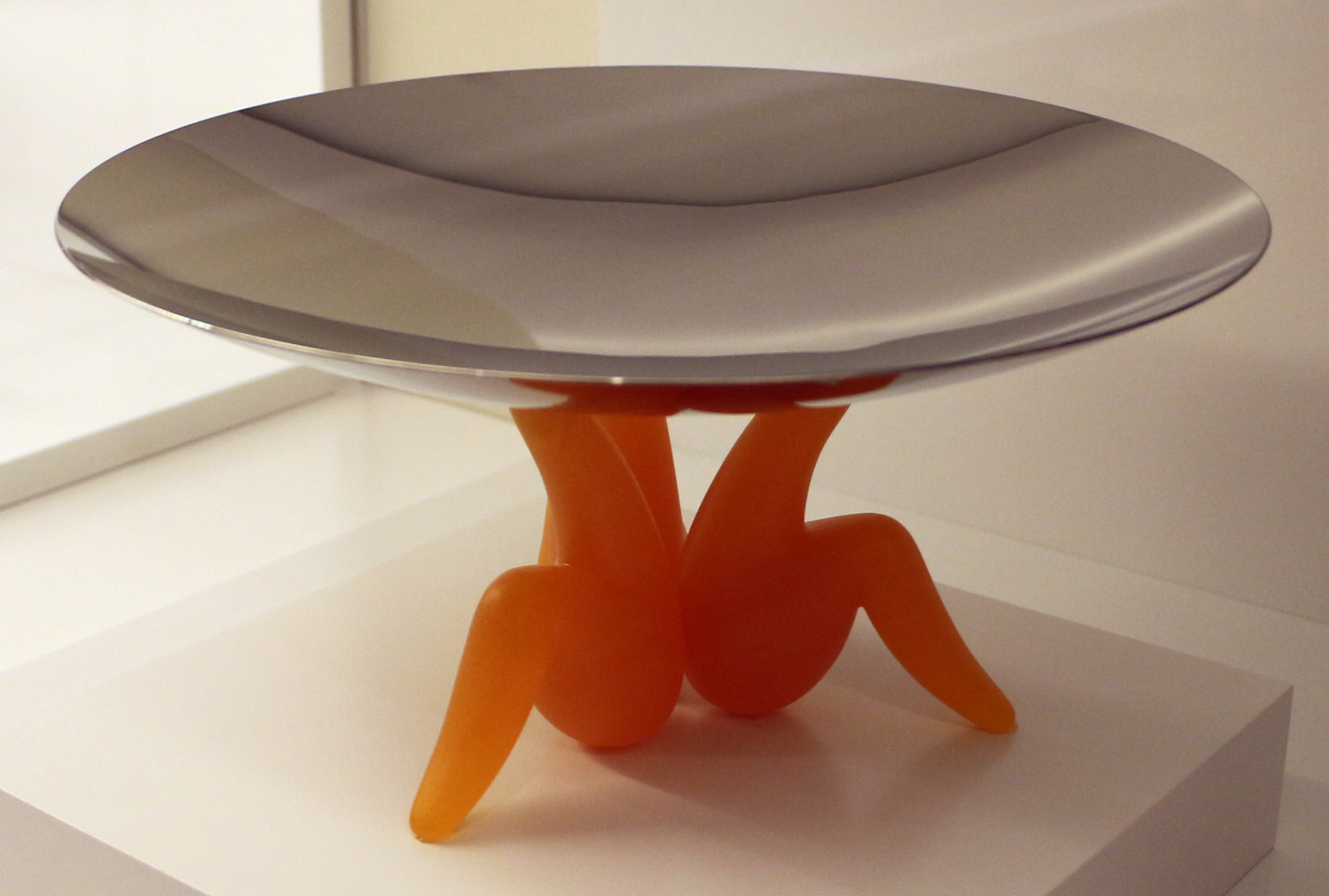
مرکز میز ، آلسی ، موزه هنر ایندیاناپولیس.
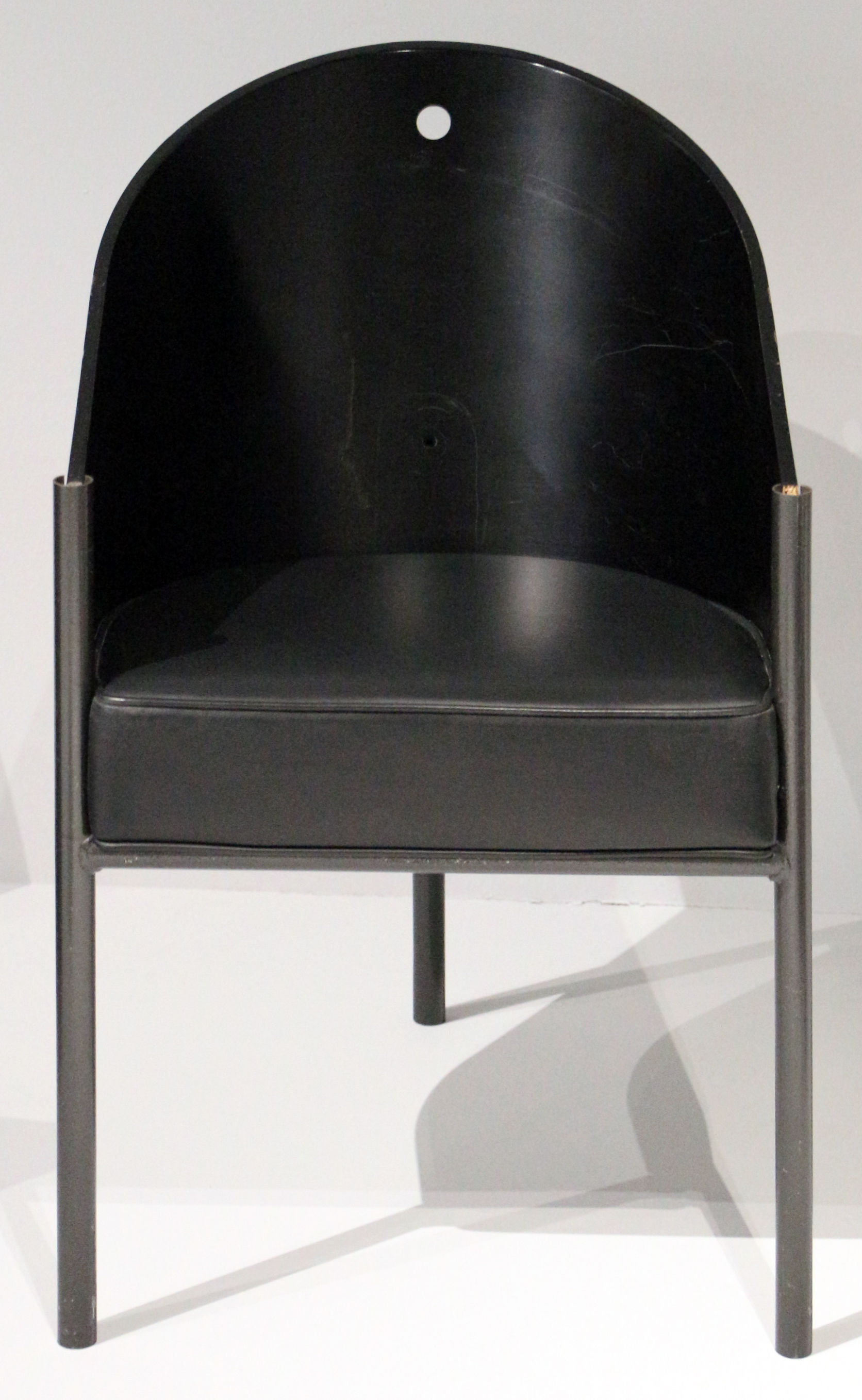
هزینه‌های شاسی بلند ،  مرکز ژرژ پمپیدو  .
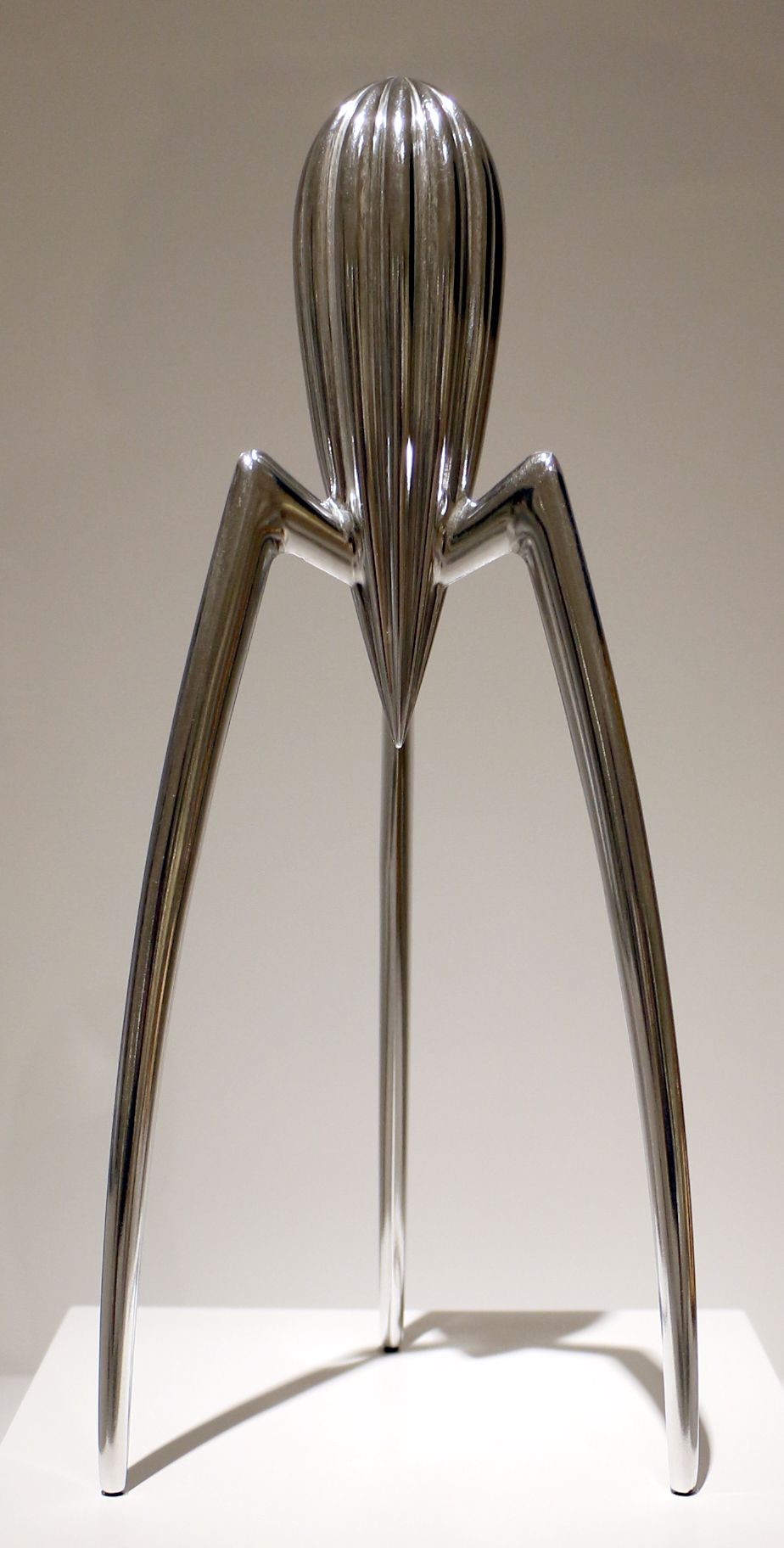
جوسی سلیف  ، آلسی ، موزه هنر ایندیاناپولیس.
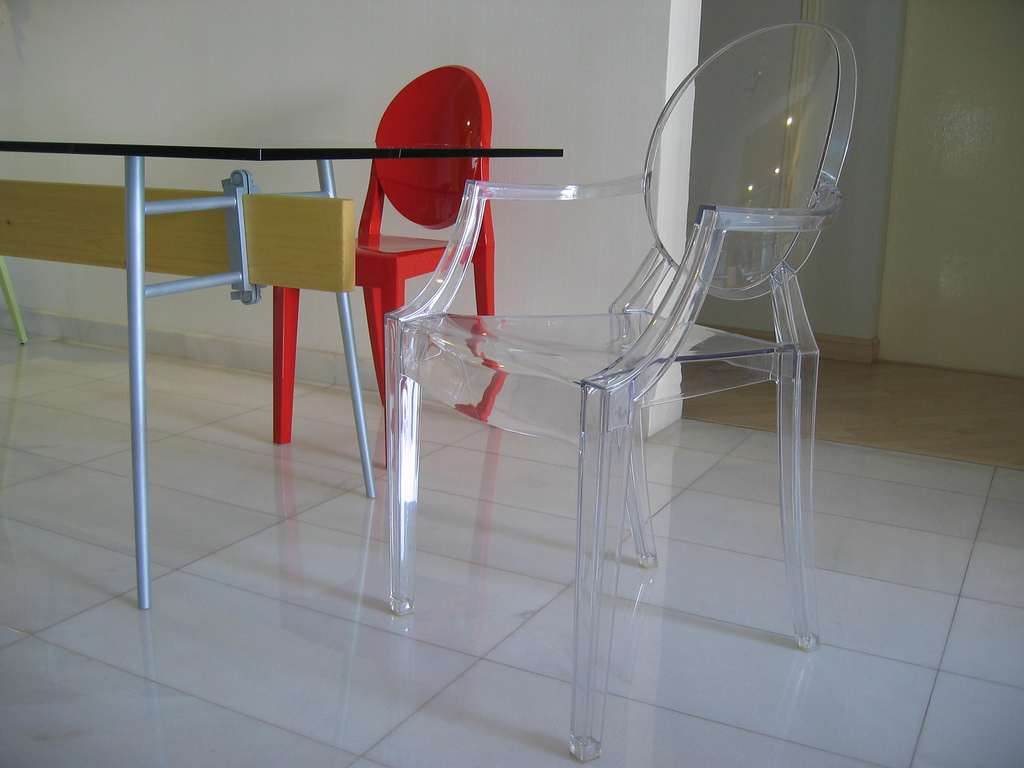
صندلی‌های لوئیس گوست

## فلسفه

### بوم‌شناسی

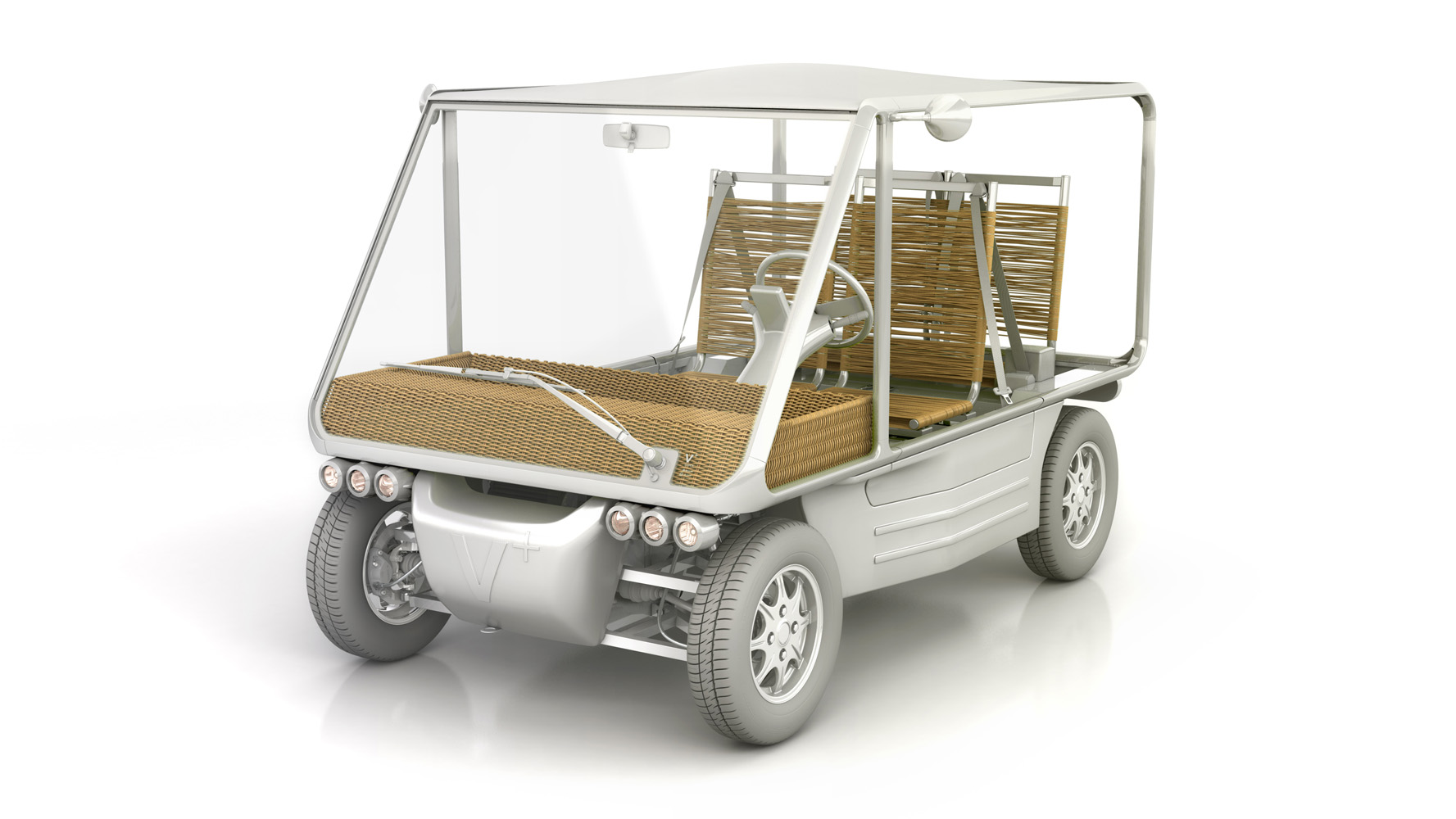
ماشین برقی Volteis، ۲۰۱۲

استارک مواد جایگزینی را برای ایجاد به روش اکولوژیکی تر تولید می‌کند. در سال ۲۰۱۰ او به مرتب‌سازی زباله در شرکتها علاقه‌مند شد و برای شش نوع مختلف زباله، یک سطل آشغال زای محیطی را که در شش رنگ موجود است، الیز را طراحی کرد.

### طراحی دموکراتیک
مفهوم طراحی دموکراتیک استارک باعث شد تا وی به دنبال یافتن راه‌هایی برای کاهش هزینه و بهبود کیفیت کالاهای بازار انبوه، به کالاهای مصرفی تولید انبوه و نه قطعات یکبار مصرف بپردازد.
در سال ۲۰۰۷، استارک اولین طراح بود که در گفتگوهای TED (فناوری، سرگرمی و طراحی) شرکت کرد.
استارک از طریق مفهوم «طراحی دموکراتیک» خود برای اشیا-خوب طراحی شده که فقط برای درآمدهای طبقه بالا طراحی نشده‌اند، فعالیت تبلیغاتی انجام داده‌است. او این را به عنوان یک آرمان آرمان شهر بیان کرده‌است، در عمل با افزایش مقادیر تولید برای کاهش هزینه‌ها و با استفاده از سفارش پستی. در سال ۱۹۹۸، فیلیپ استارک کاتالوگ کالاهای خوب را با La Redoute راه اندازی کرد و ۱۷۰ مورد از زندگی روزمره پایدار و محترمانه را «برای بازار اخلاق آینده» پیشنهاد داد. بعداً در سال ۲۰۰۰، با انگیزه تمایل خود برای ایجاد دسترسی در طراحی برای همه، او با فروشگاه‌های هدف کار می‌کند و مجموعه ای متشکل از بیش از ۵۰ محصول انحصاری و مقرون به صرفه را پیشنهاد می‌کند.
استارک جعبه ایده‌ها را در سال ۲۰۱۱ برای Bibliothèques Sans Frontières منتشر کرد. این کتابخانه‌های رسانه ای کیت به مردم پناهنده دسترسی به فرهنگ و اطلاعات را می‌دهد. قوطی با نصب در هر جای دنیا و ارائه صفحه نمایش، کتاب، بازی، دوربین و غیره
یکی از راه‌های استارک برای صرفه جویی در هزینه‌های عمومی خط تولید مبلمان پلاستیکی وی، تولید قطعاتی مانند صندلی کارتل لوئیس شبح است که بیش از یک میلیون قطعه از آنها فروخته شده‌است.
در ژانویه ۲۰۱۳، استارک کارت مسافرتی ناویگو را دوباره طراحی کرد.

### فناوری
در سال ۱۹۹۶، استارک با آلن میکلی برای راه اندازی استارک آیز کار کرد. استارک آیز که در سال ۲۰۱۳ توسط لوکساتیکا خریداری شده‌است، در سال ۲۰۱۹ به Starck Biotech Paris تبدیل می‌شود و با الهام از بدن انسان می‌تواند عینک انقلابی ایجاد کند و طراحی را با بیومکانیک ادغام کند.
استارک به طراحی تلفن هوشمند شیائومی Mi MIX کمک کرد، که به داشتن یک «صفحه نمایش تمام سطح» ۶٫۴ اینچی مشهور است.
در سال ۲۰۱۶، استارک یک مچ بند ردیابی GPS , DIAL (دستگاه هشدار و محلی سازی فردی) برای Société nationale de Sauvetage en Mer ایجاد کرد، که به افراد در معرض خطر امکان می‌دهد مکان دقیق خود را برای نجات، چه در دریا و چه در ساحل، به اشتراک بگذارند.
در سال 2020 Starck با Axiom Space همکاری می‌کند و فضای داخلی ماژول مسکن ایستگاه فضایی بین‌المللی را ایجاد می‌کند. یک فضای زندگی راحت و لوکس متناسب با بی وزنی، با دیوارهایی با بافت جیر، پنجره‌های بزرگ برای قدردانی از منظره و تمام فناوری مورد نیاز برای اتصال.

## کتابشناسی - فهرست کتب
- Sweet, Fay (1999). Philippe Starck: subverchic design. Watson-Guptill. ISBN 978-0-8230-1200-8.
  - Sweet, Fay (1999). Philippe Starck: subverchic design. Watson-Guptill. ISBN 978-0-8230-1200-8.
  - Bertoni, Franco (1994). The architecture of Philippe Starck. Academy Editions. ISBN 978-1-85490-378-5.
  - Morozzi, Cristina (2011). Philippe Starck. 24 ore cultura. ISBN 9788866480303.
  - Riewoldt, Otto (2006). New Hotel Design. Laurence King Publishing. pp. 18, 28 and 44. ISBN 978-1-85669-479-7.
  - Vanderpooten, Gilles (2012). Impression d'ailleurs (به فرانسوی). Éditions de l'Aube. ISBN 978-2815905176.